# Olhon
A Bajkál-tó legnagyobb szigete Irkutszktól északkeletre, mintegy 300 km távolságra, a Bajkál-tó közepén található. A „Bajkál szívének” nevezik, amely a Sámán sziklát rejti magában, ahol a monda szerint Dzsingisz mongol nagykán is meghajolt Európa felé vonulva. A sziklát mint sámánista jelképet a szovjet időkben megpróbálták lerombolni, de a távolság és a kemény fagyok megmentették a sztálini erőszaktól a csodálatos képződményt. A szigetre ingyenes komp viszi az ide látogatókat, a szigeten a közlekedés földutakon lehetséges.

## Lakosság

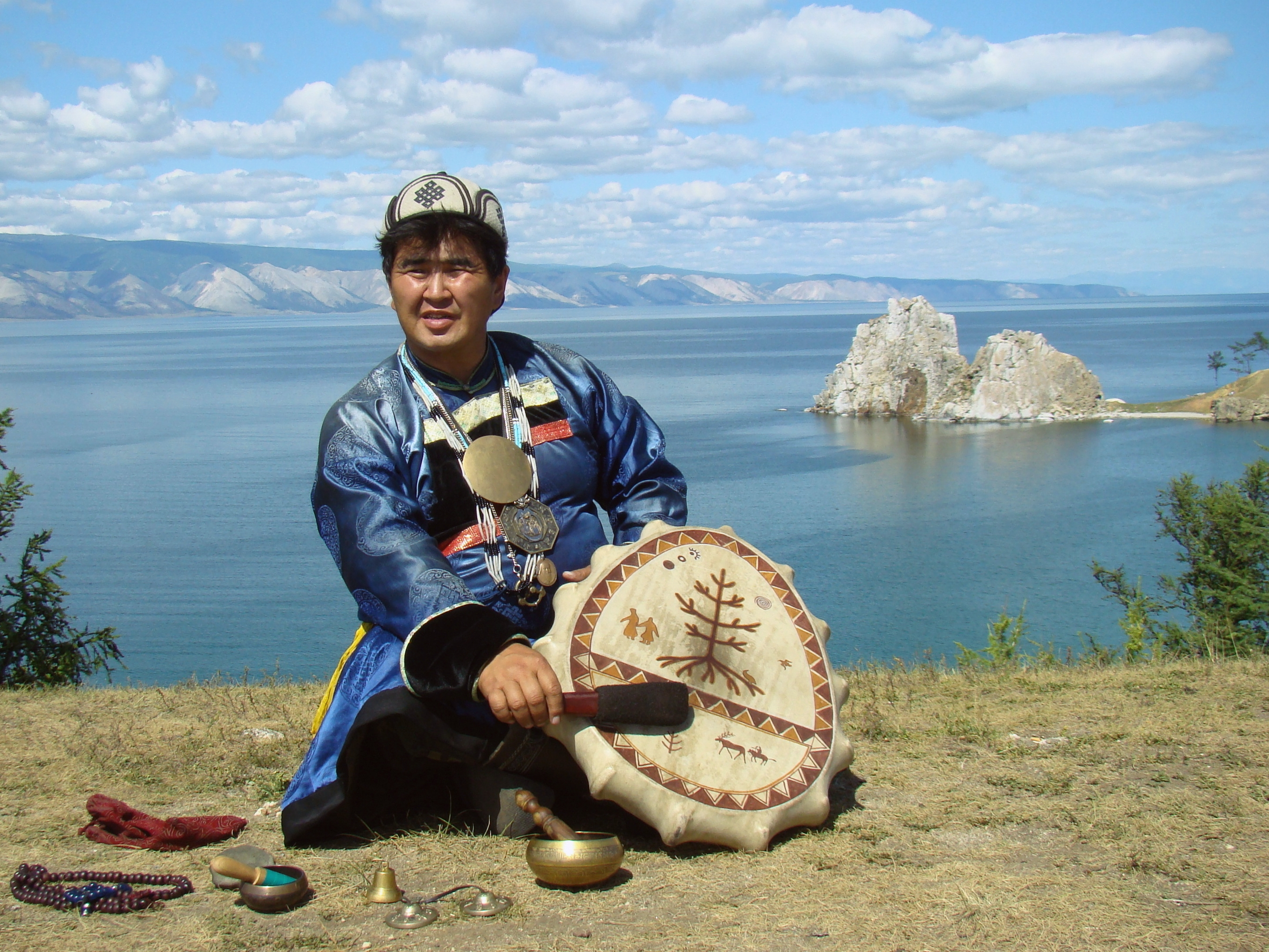
Valentin Haggyajev, a sziget sámánja

Ma mintegy 1500 főnyi lakosság él halászatból a 70 km hosszú és 25 km széles szigeten. A sziget fő települése Huzsir, innen indulva felfedezhetjük a szent sziklákat, a hozzájuk kötődő eleven mondákat, meséket, a burját nép spirituális központját.
A falu az ide érkező turizmus ellátó helye, kempingek, szálláshelyek, éttermek sokasodnak (oroszos komforttal..).
A máig fennmaradt sámánkultúra iránt érdeklődők a helyi sámánok bemutatóit nézhetik és hallgathatják a szikla melletti dombokon.  A szigeten 3 gyógyvízű tó van, a parton édesvízi fókák élnek – ez bizonyítéka annak, hogy a tó valamikor tengeri kapcsolattal rendelkezett.